# ماهر العبيدي
ماهر العبيدي لاعب كرة قدم تونسي ، يلعب في خط الدفاع في نادي جبة.

## مسيرة اللاعب
لعب مع مستقبل المرسى والأولمبي الباجي وجندوبة الرياضية و احترف في السعودية مع نادي الجبيل ونادي قلوة ونادي طويق ونادي جبة.

## روابط خارجية
- ماهر العبيدي على موقع Soccerway.com (الإنجليزية)
- ماهر العبيدي على موقع كووورة